# Pedro de Gubar
Pedro Gutiérrez Barragán, mejor conocido en el mundo del deporte como Fray Pedro de Gubar (21 de julio de 1932-10 de febrero de 2011). Cronista y comentarista deportivo. Necaxista confeso. Trabajó en radio por más de 50 años e incursionó en la televisión, periódico y teatro. Actualmente, su voz se encuentra en el Salón de la Fama del Fútbol Nacional e Internacional en Pachuca, Hidalgo, gracias a su carrera periodística. Ostenta el récord de longevidad con 52 años de transmisión ininterrumpida de su programa radiofónico “Dentro del área chica” (1959-2011). 

## Biografía
Pedro Gutiérrez Barragán, conocido en el mundo del deporte como Fray Pedro de Gubar, nació el 21 de julio de 1932 en la ciudad de Uruapan, Michoacán, México; siendo el menor de cuatro hermanos. Sus padres fueron el comerciante Pedro Gutiérrez Carrillo quien falleció en 1933, y Josefina Barragán Valdovinos, quien sucedió a su esposo en los comercios hasta 1985, año de su fallecimiento. 
A la edad de 11 años, se internó en la Escuela Apostólica de los Misioneros del Espíritu Santo, en Irapuato, Guanajuato; cambiándose al poco tiempo a Tlaquepaque, Jalisco, donde continúa sus estudios de humanidades (latín, griego, francés, inglés y todo lo relativo a la carrera eclesiástica, como “apologética, moral y otras materias). Es ahí donde aprende a jugar fútbol, deporte que no conocía debido a que en su ciudad natal solamente se practicaba el béisbol. Es así que uno de sus compañeros, tratando de mostrarle de qué trataba dicho juego, lo paró en la portería y simplemente le dijo “de aquí no te muevas, y pase lo que pase, no dejes que entre ningún balón”. Ese fue su primer acercamiento al deporte que le apasionaría por el resto de su vida.
Para el último año que pasó en el internado, ingresó al noviciado en Tlalpan, D.F., donde estuvo a punto de tomar los votos sacerdotales; sin embargo decidió retirarse teniendo para entonces la edad de 18 años, ya que sintió que no era su vocación.
Entró a las fuerzas básicas del Club América probándose en el primer equipo; en el que jugó al lado de personajes de la talla de Salvador Farfán y del Guayo Gutiérrez, de Palmer, Bruja Gutiérrez y Cantinflas Sánchez. Esta época pasó muy rápido, ya que decidió casarse, y al verse ante esta nueva etapa de su vida, decidió comenzar a trabajar formalmente. Con 21 años de edad, el 27 de junio de 1954, contrajo matrimonio con Rosario Aviña y Moreno, con quien estuvo casado durante 57 años y tuvo cinco hijos.
En ese momento, entra a lo que se podría considerar como su primer trabajo formal, en el puesto de Visitador Médico, desempeñado para los laboratorios Vibus.
Aparte de algunos trabajos eventuales, entró a trabajar a una empresa llamada “Materias Primas” como agente de ventas; y poco después se cambió a otra empresa llamada “Solventes y Productos Químicos”, donde desempeñó sus habilidades en el puesto de Representante Médico.

## Locución
El 21 de agosto de 1959 obtuvo su licencia de Locutor Radiofónico, iniciando en la emisora XEBS “Radio Satélite”, y en noviembre de ese mismo año, inició el programa “Dentro del Área Chica” especializado en fútbol. Sin embargo, no sería mucho el tiempo que duraría en dicha estación ya que poco después se integró al equipo de trabajo de la estación llamada “La Charrita del Cuadrante”. Comenzó como cronista de fútbol transmitiendo los partidos de los Pumas de la UNAM para la XEB, además de realizar las entrevistas a los jugadores en el medio tiempo y al final de los partidos; todo esto directamente desde el estadio.
A partir de este momento, se convirtió en cronista deportivo exclusivo, sin dejar de lado el trabajo como locutor, narrando así incluso los partidos de los mundiales desde México 1970 hasta Alemania 2006.
Fray Pedro de Gubar todavía trabajaba en “Solventes y Productos Químicos”, y es por a ello que conoce a Enrique García Tarango quien era dueño de “Embotelladora Toluqueña, S. A. de C. V.”, empresa que elabora “[Manzanita Deliciosa]” y a la que le vendía sus productos.
En 1971, empatando con el Mundial de Fútbol Femenil, y tras una relación de amistad, Fray Pedro le propone el programa “Dentro del Área Chica” a la XEW-AM bajo el patrocinio de la Manzanita Deliciosa, ya que los programas le pertenecían hasta entonces a las radiodifusoras. Al aceptar Don Enrique, Pedro se convierte en cronista y comentarista exclusivo de la Embotelladora Toluqueña; y es así que dedica su vida al fútbol y al comentario. 

El programa obtuvo entonces alcance nacional en la radiodifusora XEW-AM. Durante 33 años, el programa estuvo en dicha estación, dónde Fray Pedro de Gubar tuvo la oportunidad de conocer a personajes como Pelé, Maradona, Butragueño, Hugo Sánchez, Raúl "La Tota" Carbajal, El Gato Marín, Carlos Reinoso, Enrique Borja, Benito Pardo, entre otros muchos. 
Asimismo, compartió micrófono con Ángel Fernández Rugama, considerado el mejor comentarista de México, “El Ché Ventura”, “El Conde Calderón” y Cuauhtémoc Sánchez; y encaminó a nuevos comentaristas como es el caso de Toño de Valdés, Francisco Javier González, Pedro Gutiérrez "El Quijote del Fútbol" y Alejandro Mendoza Mota “la voz joven del comentario” por mencionar algunos.
Fue locutor de cabina también de la radiodifusora XEMP, y comentarista de fútbol en las estaciones XERH, XEB, XEX Y XEABC.
En 1987 radica en el Estado de México y crea un programa de radio al que llamó “Tribunal Futbolero”, donde invitaba a personalidades del fútbol para entrevistarse y comentar; el cual era transmitido siempre desde restaurantes como Toks y California. También para entonces, crea los “Impactos Futboleros”, que eran cortos con duración alrededor de dos minutos en los que daba noticias destacadas y se transmitían a lo largo del día. 
Al salir de la XEW-AM, se lleva “Dentro del Área Chica” a “Radio 620”, luego a Grupo Radio Centro, y posteriormente a Grupo ACIR y Radio Capital.
La última estación que escucharía sus comentarios sería Grupo ACIR: y es así que en noviembre de 2010, en la ciudad de Toluca, Estado de México, se da por finalizado el trayecto de 52 años de la transmisión ininterrumpida del programa “Dentro del Área Chica”.

## El nacimiento de un personaje
Pedro tenía muy buena relación con el dueño de la estación XEW-AM, el español Arsenio Tuero, hermano del reconocido actor Emilio Tuero, y es él quien en una ocasión se percató de que tenía dos locutores en su estación con el mismo apellido: “Gutiérrez”. Por tanto les pidió que alguno de los dos hiciera un cambio, ya que le parecía que daba la impresión de que eran familia. Fue así como Pedro se vio impulsado a juntar sus apellidos dando como resultado “Pedro Gubar”.
Posteriormente, mientras Pedro estaba al aire, alguno de sus compañeros en la estación le dibujó en una servilleta un fraile haciendo alusión al hecho de que Pedro había estudiado en un seminario; y le agregó la leyenda que nombraba al dibujo como “Fray Pedro de Gubar”; presentándolo al aire acto seguido de la misma manera. Así fue que se dio origen al mote, quedando bautizado con el sobrenombre que lo hizo tan famoso.

## Datos relevantes
Fue Presidente de la Asociación de Cronistas Deportivos Mexiquenses (CRODEMEX), la cual pertenece a la Federación Mexicana de Cronistas Deportivos (FEMECRODE), ante la que se ganó el reconocimiento como “El Decano del Fútbol”.
A lo largo de su carrera cosechó muchos premios por su labor periodística; entre los cuales se encuentran el premio “Fray Nano” otorgado por la FEMECRODE, el “Águila de Oro” otorgado por la Asociación Mexicana de Periodistas, y el Anillo de Oro otorgado por el Querétaro F. C.
Creó el premio el “Fraile de oro” el cual era entregado en su programa al futbolista más destacado del año de la primera división profesional del fútbol mexicano. 
En 1983 reside en Uruapan, su ciudad natal, donde incursionó en el ámbito de la televisión como comentarista deportivo en el canal local 7.
Fue fundador del semanario deportivo llamado “Dentro del Área Chica” que se publicó en Uruapan en 1984 y 1985.
Del año 2008 al 2011 escribe una columna en el periódico “Del Valle” titulada “Tribunal Futbolero” con tiraje diario.
Creó su propia marca de balones llamados en un principio “Súper Gol”, y posteriormente “Irecha”, los cuales estuvieron a la venta en tiendas deportivas durante algunos años.
Creó también “La Peña Futbolística” en la que cada sábado primero de mes se reunían él y su equipo en el restaurante Sanborns a desayunar y charlar de fútbol con personalidades invitadas como Óscar Bonfiglio, considerado el mejor portero seleccionado mexicano, y Horacio Casarín, gran ídolo de los años 50’s, entre otros.
Fue el primer comentarista en darle importancia a los resultados de los partidos de la “Segunda División”, ahora llamada “Primera A”; haciéndose merecedor de varios de los reconocimientos que le fueron otorgados por los equipos que integraban dicha división. Además, fue el primero en tener a una mujer dentro del programa, abriendo un espacio al género femenino.
Así también, fue el primero que llamó a Hugo Sánchez “el niño de oro” bautizándolo así en uno de sus programas radiofónicos.
Llevó a varios jugadores a la primera división como es el caso de Adolfo Ríos a quien presentó a los Pumas de la UNAM y que llegó a ser portero de la Selección Nacional.
Ostentó el récord de longevidad con 52 años de transmisión ininterrumpida de su programa “Dentro del área chica”. Asimismo, incursionó en la crónica y el comentario de otros deportes como lo es el béisbol (llegó a narrar partidos al lado de El “Mago” Septién), los toros, box y natación. En provincia, tuvo presencia en XEIW, XEFN “Radio Moderna”, XENK “Radio 620”, Grupo Radio Centro, Grupo ACIR y XEITE “Radio Capital”, entre otras.
En los años 80, en Colima, había un equipo de fútbol que se llamó “Fray Pedro de Gubar”, bautizado así en su honor. También, en el Distrito Federal existió otro equipo amateur que llevaba el nombre de “Frailes” en honor a Fray Pedro de Gubar.
Escribió para el periódico deportivo “Estadio” y para la revista Ímpetu.

## Fuera del fútbol
- Teatro: Fue también director y actor de teatro, y creó el grupo UJA (Unión Juvenil Artística) que presentó obras durante más de treinta años en foros como el “Centro Cultural Helénico” en la Ciudad de México, el “Teatro Morelos” en el Estado de México, el “Teatro Principal” en San Luis Potosí y el “Teatro Juárez” en Guanajuato, entre otros.[5]
- Música: Como autor, compuso varias canciones rancheras, boleros y tropicales, algunas de las cuales fueron interpretadas por El Charro Avitia, Los Hermanos Gil, Abelardo Pulido, Juan Mendoza y Jorge Valente, entre otros.[1]
- Periodismo: Fue Jefe de prensa de la presidencia de Uruapan durante el gobierno del presidente municipal Federico Ruíz López.
- Conferencista: Durante su vida fue ponente en múltiples ocasiones. En 1980 fue invitado por la Universidad del Bajío de León, Guanajuato, a participar en la Semana de la Comunicación como conferencista.[1]
- Creativo: Fundó en la XEB el “Club de amigos de Pedro Infante”, además de un programa sabatino deportivo de participación entre aficionados, jugadores, técnicos, directivos de club y directivos de Federación Mexicana de Fútbol, recibiendo diplomas y trofeos por el éxito del mismo.[1]
- Escritor: Escribió también un libro que contiene sus memorias y que intituló "Quién se acabó mi peso" todavía inédito.[5]

Fue autor de más de 40 poesías de diversos temas.
- Premios: Colaboró en la realización de la Carrera de la Tuna en [San Luis Potosí], México, por lo que el Gobierno Municipal le otorgó una presea.[1]

## Póstumo
Fray Pedro de Gubar falleció el 10 de febrero de 2011 en su casa en Toluca, Estado de México, a la edad de 78 años, rodeado de familiares y amigos. Le sobreviven su esposa, cuatro hijos, diez nietos y siete bisnietos.
Ya que su última voluntad fue que sus restos descansaran en Jesús María, San Luis Potosí, sitio de retiro espiritual para los exalumnos de la congregación de los Misioneros del Espíritu Santo; el 9 de septiembre de 2011 fueron llevados ahí, acompañando el evento con una ceremonia religiosa.
A partir del 9 de julio de 2011, la voz de Fray Pedro de Gubar se encuentra en el  Salón de la Fama del Fútbol Nacional e Internacional en Pachuca, Hidalgo en un pequeño homenaje a lo que significó el haber contado con su presencia durante tantos años en la radio. Se encuentra como una de las voces representativas de la narración y el comentario del fútbol, al lado de Ángel Fernández, Agustín González "Escopeta", Fernando Marcos, y una voz de los años 30, Julio Sotelo "As".